# 2208 Pushkin
2208 Pushkin је астероид. Приближан пречник астероида је 38,31 ,
а средња удаљеност астероида од Сунца износи 3,512 астрономских јединица (АЈ).
Инклинација (нагиб) орбите у односу на раван еклиптике је 5,391 степени, а орбитални период износи 2404,980 дана (6,584 година). Ексцентрицитет орбите астероида износи 0,040.
Апсолутна магнитуда астероида износи 10,96 а геометријски албедо 0,049.
Астероид је откривен 22. августа 1977. године.